# Trung tâm Quảng cáo và Dịch vụ Truyền hình
Trung tâm Quảng cáo và Khai thác bản quyền (tiếng Anh: Vietnam Television Advertising and Copyright Center - TVAd) là đơn vị phụ trách các chương trình quảng cáo của Đài Truyền hình Việt Nam, được thành lập từ năm 1996.

## Chức năng
Trung tâm có chức năng biên tập, giao dịch, tổ chức sản xuất các chương trình quảng cáo, phim quảng cáo trên Truyền hình, các chương trình truyền hình, các dịch vụ gia tăng trên truyền hình và các dịch vụ truyền hình khác trên sóng của VTV và trên các đài truyền hình khác cho khách hàng theo luật báo chí và các quy định của nhà nước.

## Lĩnh vực hoạt động

### Kinh doanh quảng cáo
- TVAd là một trong những đơn vị đi đầu về lĩnh vực quảng cáo trên truyền hình tại Việt Nam, TVAd có nhiều khách hàng là các tập đoàn lớn và có mối quan hệ hợp tác chặt chẽ với nhiều công ty truyền thông[cần dẫn nguồn].
- Mục đích chính của TVAd là mang đến cho công chúng truyền hình thông tin về các dịch vụ, các sản phẩm một cách đầy đủ nhất.

### Khai thác bản quyền
- TVAd thực hiện việc mua bán, trao đổi bản quyền các chương trình, các phim truyện của truyền hình thế giới để đưa vào các chương trình truyền hình của Đài Truyền hình Việt Nam.
- TVAd tổ chức quản lý, khai thác và bảo vệ bản quyền các chương trình truyền hình thuộc bản quyền Đài Truyền hình Việt Nam.

### Các dịch vụ khác
- TVAd sản xuất các chương trình quảng cáo, phim quảng cáo, phim tự giới thiệu doanh nghiệp, trailer giới thiệu các chương trình. TVAd tham gia xây dựng và sản xuất các chương trình truyền hình, các showgame truyền hình chất lượng cao.
- Dịch vụ của TVAd còn mở rộng đến việc cung cấp công tác đạo diễn, quay phim, cho thuê các thiết bị chuyên dụng tiền kỳ, thực hiện hậu kỳ (Dựng phim, kỹ xảo đồ họa 2D-3D, hiệu ứng âm thanh) và các dịch vụ băng đĩa khác.